# Synagoge Marburg (1897–1938)

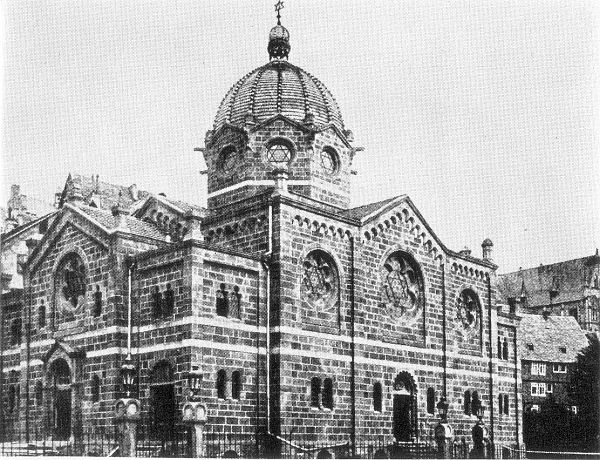
Synagoge in der Universitätsstraße in Marburg

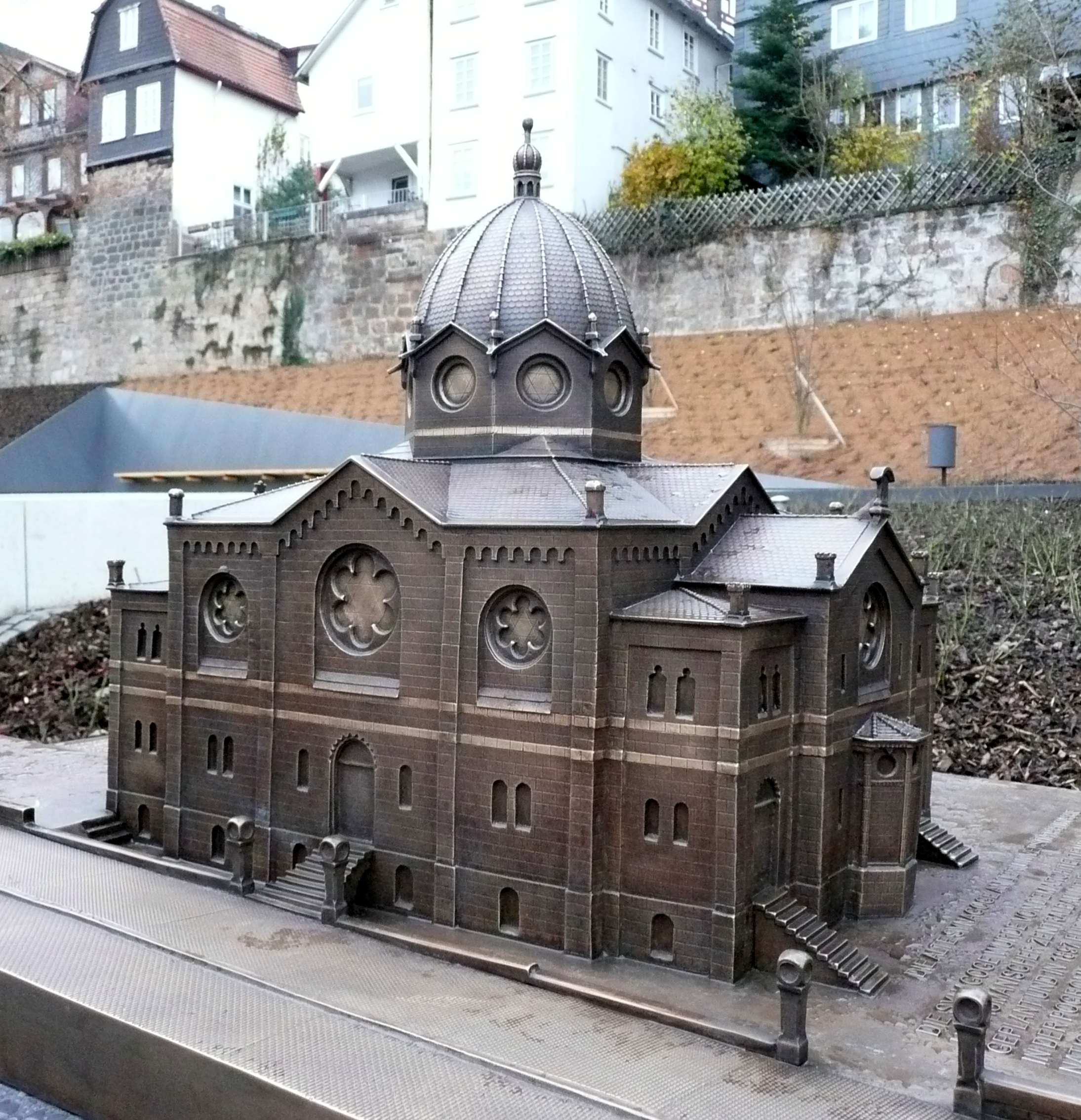
Modell der Synagoge im Garten des Gedenkens

Die Synagoge in der Universitätsstraße 11 in Marburg, der Kreisstadt des mittelhessischen Landkreises Marburg-Biedenkopf, wurde am 15. September 1897 eingeweiht und 1938 zerstört.

## Geschichte
In den 1880er Jahren reichte die 1818 eingeweihte Synagoge in der Ritterstraße 2 für die größer gewordene Jüdische Gemeinde Marburg nicht mehr aus. Mit der Planung eines Neubaus wurde der Architekt Wilhelm Spahr beauftragt. Die Synagoge in neuromanischen Formen hatte Platz für 230 Männer und 175 Frauen. 
1896/97 erfolgte die Bauausführung und am 15. September 1897 fand die Einweihung durch den Provinzialrabbiner Leo Munk statt.

### Zeit des Nationalsozialismus
Beim Novemberpogrom 1938 wurde die Synagoge von Marburger SA-Männern geschändet und niedergebrannt. Die Kosten für die Abbrucharbeiten der Brandruine wurden der jüdischen Gemeinde in Rechnung gestellt. Die Philipps-Universität erwarb das Grundstück am 28. Juli 1939. 

## Gedenken
Am 10. November 1963 wurde auf dem Synagogengrundstück ein Gedenkstein zur Erinnerung an die Zerstörung der Synagoge eingeweiht. Auf dem Synagogengrundstück wurde ein begrünter Platz mit Sitzmöglichkeiten und ein Parkplatz der Universität eingerichtet.   